# Liste de monuments romains
La civilisation romaine a laissé de nombreuses traces monumentales et archéologiques dans les régions autrefois soumises à Rome. La solidité des constructions a permis à un certain nombre d'entre elles de résister aux assauts du temps et des hommes, parfois grâce à des détournements fonctionnels qui ont évité qu'elles ne soient considérées que comme des carrières de pierre faciles à exploiter - ce qui fut assez souvent le cas.
Cette liste de monuments romains recense les monuments remarquables de la Rome antique par pays.

## Albanie
- Amantia : site archéologique
- Appolonia d'Illyrie : site archéologique
- Byllis : site archéologique
- Butrint :
  - théâtre,
  - bains romains,
  - chapelle du Ve siècle,
  - basilique du VIe siècle.
- Dürres : Amphithéâtre de Durrës
- Sofratikë (Hadrianopolis (Epirus)) : site archéologique

## Algérie

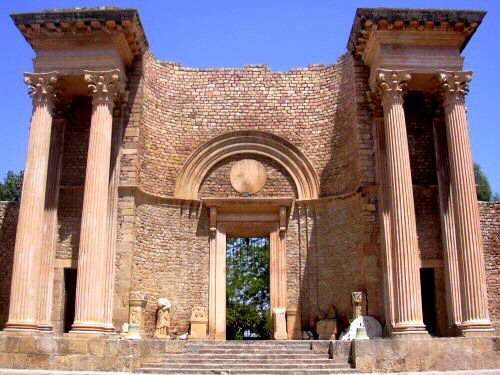
Théâtre romain de Guelma, le mur de scène.

- Aïn Témouchent : vestige de la ville d'Albulae
- Bejaia (Saldae) : ancienne cité romaine
- Beniane : vestige du camp d'Ala Miliaria
- Cirta : lors de la conquête romaine elle devient la capitale de la province romaine de Numidia cirtensis
- Cherchell : site antique de Césarée de Maurétanie
- Djemila : Site de la colonie Nervienne «Cuicul»
- El Hamma : bain romain d'Hammam Essalihine (Aquae Flavianae)
- El Kseur : Tubusuptu
- Guelma : 
  - Théâtre romain de Guelma
  - Piscine romaine à Hammam Bradaa (Héliopolis)
- Hippone : l'une des principales cités de l'Afrique romaine
- Lambèse : site archéologique
- M'daourouch : site antique de Madaure :
  - mausolée romain
  - théâtre romain
  - thermes
  - Basilique chrétienne
  - huileries
- Ouled Moumen : Henchir Kssiba, site de l'ancienne cité romaine de Civitas Popthensis
- Sétif : ancienne cité romaine de Sitifis L’antique ville de Sétif aussi appelée Colonia Nerviana Augusta « Martialis Veteranorum Sitifensium »,remparts, temple, cirque, mausolée dit « de Scipion »
- Si Mustapha : vestiges des remparts du mausolée de Blad Guitoun
- Sour El Ghozlane : vestiges des remparts de la ville romaine d'Auzia
- Sellaoua Announa : site de la ville romaine de Thibilis
- Tamzoura : ruines de la ville romaine de Regiae à Arbal
- Tébessa
  - Arc de Caracalla
  - Temple de Minerve
  - Théâtre romain
  - Amphithéâtre
- Tiddis
- Tigava
- Tiklat (Tubusuptu) : vestiges romains
- Timgad (colonia Marciana Traiana Thamugadi)
- Tipaza : Tipasa de Maurétanie
- Toudja : Aqueduc  romain de Toudja

## Allemagne

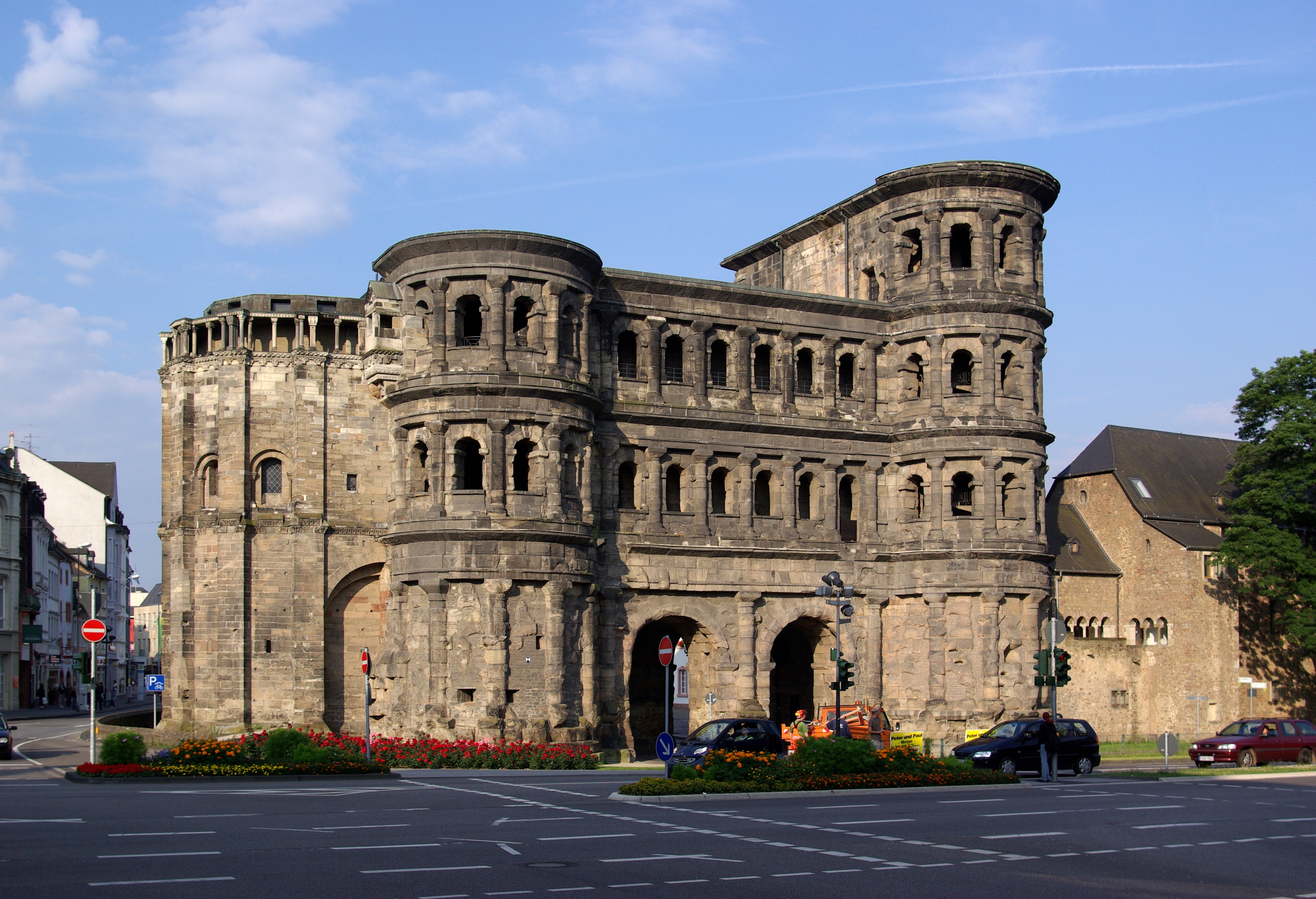
Trèves, la Porta Nigra.

- Aix-la Chapelle (Aquae Granni) : Thermes romains d'Aix-la-Chapelle
- Baden-Baden (Aquae Aureliae) : thermes romains
- Badenweiler : Thermes romains
- Cologne (Colonia Claudia Ara Agrippinensium) : tour romaine à l'angle nord-ouest de la cité
- Igel : Mausolée d'Igel
- Mayence (Mogontiacum) : 
  - Arc de Dativius Victor
  - Grande colonne de Jupiter
  - Cénotaphe de Drusus
  - Sanctuaire d'Isis et de Mater Magna
- Nierstein : Bain de Sirona
- Perl : Villa romaine de Borg et Villa de Nennig
- Saalburg : ancien fort romain sur le limes de Germanie
- Trèves (Augusta Treverorum) :
  - Porta Nigra
  - thermes impériaux de Trèves
  - thermes de Barbara
  - vestiges de l'amphithéâtre de Trèves
  - pont romain de Trèves
  - Basilique de Constantin de Trèves
- Weißenburg in Bayern : Thermes romains de Weissenburg in Bayern
- Xanten : 
  - Amphithéâtre de Xanten
  - Colonia Ulpia Traiana

## Autriche

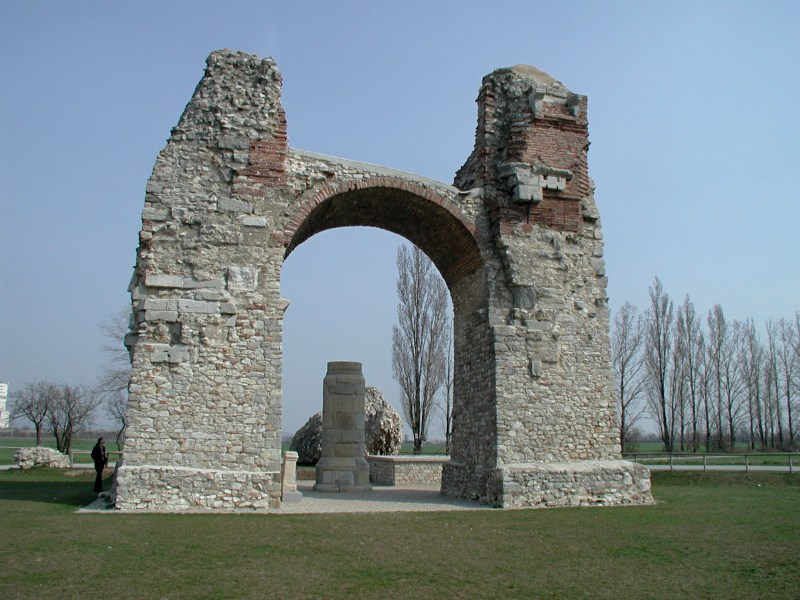
La Porte des Païens à Carnuntum.

- Le Limes: Zeiselmauer-Wolfpassing (vestiges des fortifications du camp (tour, porte Est) et de la Principia), Tulln an der Donau (Tour et vestiges de la porte Est du camp), Traismauer (vestiges des fortifications (porte et tour) et Mautern an der Donau (vestiges des fortifications)
- Vindobona (Vienne) : Vestiges sur la Michaelerplatz et de deux maisons d'officiers (Musée romain)
- Carnuntum : Parc archéologique avec deux habitations et des thermes reconstitués, Amphithéâtre de Carnuntum, Amphithéâtre de Bad Deutsch-Altenburg, Porte des païens, Thermes.
- Flavia Solva à Wagna en Styrie : Vestiges d'une insula
- Virunum à Zollfelds en Carinthie : Amphithéâtre et parc archéologique du Magdalensberg (forum, temple, prétoire, thermes, etc.)
- Teurnia, près de Spittal an der Drau en Carinthie : Vestiges d'églises pré-chrétienne, d'une villa urbana et de fortifications
- Aguntum, près de Lienz dans le Tyrol : Parc archéologique avec thermes, une domus (de style pompéien), fortifications avec porte, Macellum et quartier d'habitation et artisanal.
- Wels : Vestige des fortifications et de constructions sous le monastère de Minoriten
- Enns : Vestiges sous la basilique Saint Laurent à Lorch
- Villa rustica de Löffelbach, près de Hartberg en Styrie
- Palais romain de Bruckneudorf, dans le Burgenland

## Belgique

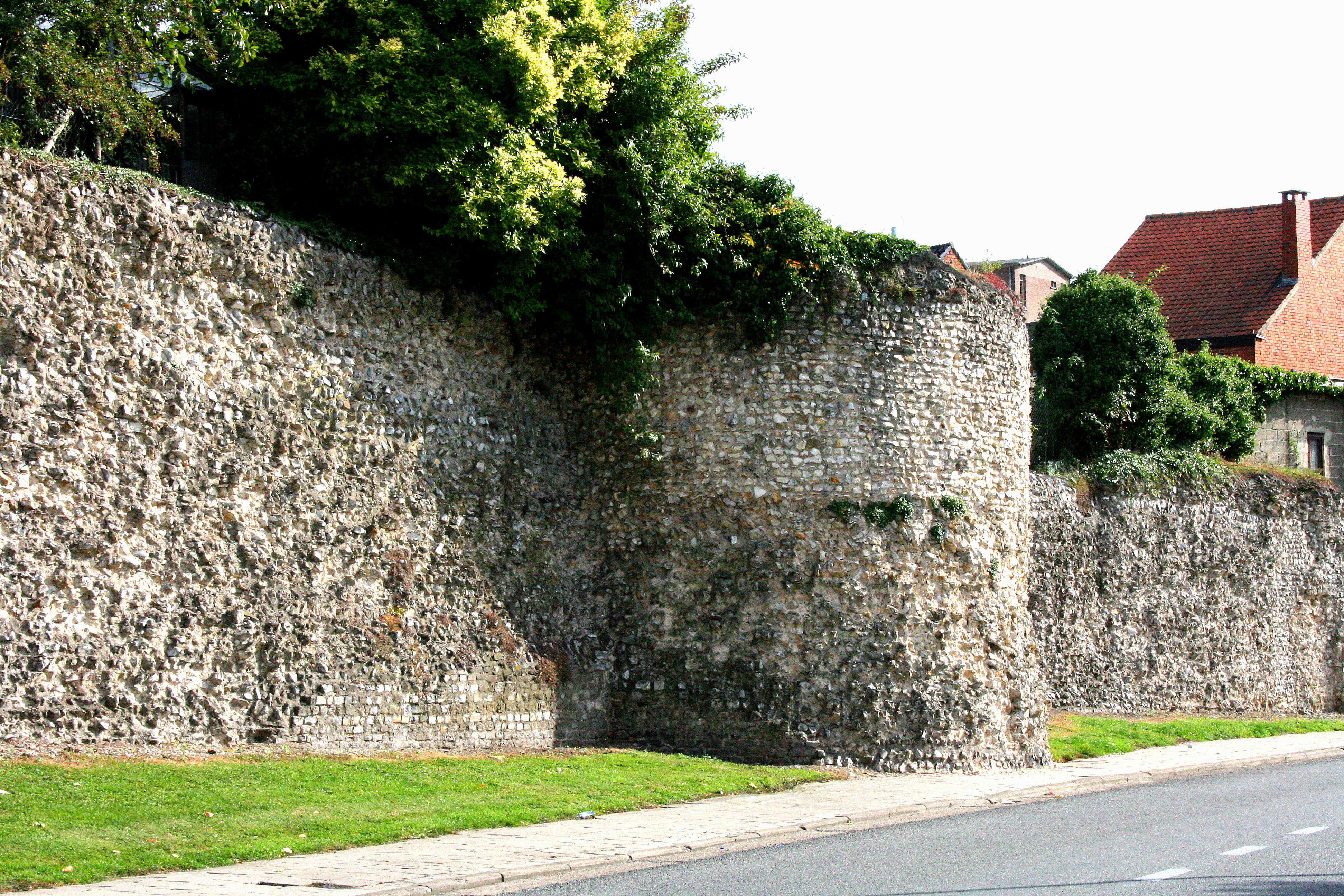
Enceinte gallo-romaine de Tongres.

- Arlon : thermes, fortifications du bas empire (tours Jupiter et de Neptune)
- Ath : bateaux et collections archéologiques présentés à l’Espace gallo-romain de Ath
- Blicquy (lieu-dit "la Ville d'Anderlecht") : Seul théâtre romain connu en Belgique, fouillé dans les années 1990 mais dont ne subsiste aucune élévation, il est aujourd'hui recouvert de terres agricoles
- Chameleux : relais gallo-romain
- Fontaine-Valmont : Thermes romains de Fontaine-Valmont
- Habay-la-Vieille: villa gallo-romaine
- Liège : Archéoforum (villa gallo-romaine)
- Mettet : restes de l'aqueduc romain (rue du quartier)
- Tongres (Atuatuca Tungrorum) : vestiges de remparts, complexe religieux, aqueduc

## Bosnie-Herzégovine
- Aquae Sulphurae : colonie romaine
- Humac : Camp romain de Gračine
- Ilidža : pont romain
- Hutovo blato : ancien port
- Mogorjelo : villa romaine

## Bulgarie
- Aquae Calidae : thermes
- Baltchik (Dionysupolis) : temple grec dédié à Cybèle
- Develtos : ancienne cité
- Hisarya (Diocletianopolis) : ancienne cité romaine
- Kabile : zone archéologique
- Marcianopolis : ancienne colonie romaine
- Razgrad (Abritus) : atrium
- Plovdiv (Philippopolis) : site antique de Plovdiv (théâtre, stade, forum)
- Sofia (Sardica) : zone archéologique, thermes
- Stara Zagora (Ulpia Augusta Traiana) : forum, amphithéâtre
- Varna : thermes romains de Varna (parmi les quatre plus grands de ceux qui sont connus en Europe)

## Croatie
- Aquae Iasae : colonie romaine
- Narona : Augusteum
- Nezakcij (Nesactium) : cité romaine
- Pula : 
  - Amphithéâtre de Pula
  - Arc des Sergii
  - Temple d'Auguste
- Šibenik (Burnum) : vestiges romains
- Solin :
  - Amphithéâtre de Salone
  - remparts renforcés au Bas-Empire
  - vestiges des thermes romains
  - vestiges de basilique chrétienne et nécropole,
  - aqueduc de Dioclétien encore opérationnel
- Split : Palais de Dioclétien
- Zadar : vestiges du forum

## Égypte
- Alexandrie : théâtre romain
- Le Caire : vestiges de la Forteresse de Babylone du Caire

## Espagne
- Alcalá de Henares (Complutum) : zone archéologique
- Alcantara : pont de Trajan
- Alcantarilla : barrage
- Alange : thermes romains
- Alicante : Site archéologique Lucentum
- Almonacid de la Cuba (province de Saragosse) : Barrage romain
- Astorga (Asturica Augusta) : les thermes majeurs, les thermes mineurs, le forum, la porte romaine et la villa dite « de l'ours et de l'oiseau »
- Badalone (Baetulo): thermes romains et Vénus de Badalone. Conservés dans le Musée de Badalone
- Barcelone : Reste des fortifications romaines et du temple d'Auguste
- Cadix : théâtre romain
- Calatayud (Augusta Bilbilis) : théâtre et forum
- Carthagène (Carthago Nova)
  - Théâtre romain de Carthago Nova
- Cordoue (Corduba) 
  - Temple romain de Cordoue
  - Théâtre romain de Cordoue
  - Pont romain de Cordoue
  - Mausolée romain de Cordoue
  - Muraille romaine de Courdoue
- Carranque : parc archéologique de Carranque
- Empuries (Emporiae) : zone archéologique
- Garrovillas de Alconétar : Pont d'Alconétar
- La Corogne : le phare romain le plus ancien du monde
- Leon : ancienne muraille romaine
- Lugo : les remparts
- Mérida (Augusta Emerita) : Ensemble archéologique de Mérida :
  - Amphithéâtre de Mérida
  - Arc de Trajan
  - Barrage romain de Cornalvo
  - Barrage romain de Proserpine
  - Cirque romain
  - Ponts romains
    - Pont romain de Mérida, viaduc sur le  Guadiana ;
    - Pont romain sur l'Albarregas viaduc sur l'Albarregas ;
    - Pont de l'Alcantarilla petit viaduc le long du Guadiana ;
    - Aqueduc des Miracles aqueduc sur le Guadiana ;
    - Aqueduc Saint Lazare aqueduc au centre de Mérida,

  - Temple de Diane
  - Théâtre romain de Mérida
- Malaga : théâtre romain
- Marbella : Thermes romains de Guadalmina
- Munesia : barrage romain
- Noheda : Villa romaine de Noheda
- Palencia : Villas romaines La Tejada et La Olmeda
- Roda de Berà : Arc de Berà
- Ronda (Acinipo) : thermes, théâtre, muraille
- Sagonte (Saguntum) : zone archéologique
  - Théâtre romain
- Salamanque (Salamantica) : le Pont romain dont quinze de ses arches sont romaines du Ier siècle.
- Saragosse (Caesaraugusta) :
  - Forum romain de Caesaraugusta
  - Muraille romaine
  - Théâtre romain
- Ségovie : Aqueduc de Ségovie
- Saelices : parc archéologique de Segóbriga
- Séville : Italica (Santiponce)
- Tarifa (Bolonia) : Baelo Claudia
- Tarragone (Tarraco) : Ensemble archéologique de Tarragone : 
  - Amphithéâtre de Tarragone
  - Aqueduc de Tarragone
  - Cimetière paléochrétien de Tarragone
  - Forum provincial de Tarragone
  - Muraille de Tarragone
  - Théâtre romain de Tarragone
  - Tour des Scipion
- Tolède
  - Cirque romain
  - Pont d'Alcántara
- Valence : cité romaine de Valentia Edetanorum
  - Lliria : thermes romains de Mura
- Via de la Plata : voie romaine
- Vic : temple romain
- Veleia : domus, muraille et cirque romain

## France

### Gaule belgique
- Amiens Samarobriva : 
  - amphithéâtre
  - vestiges du forum

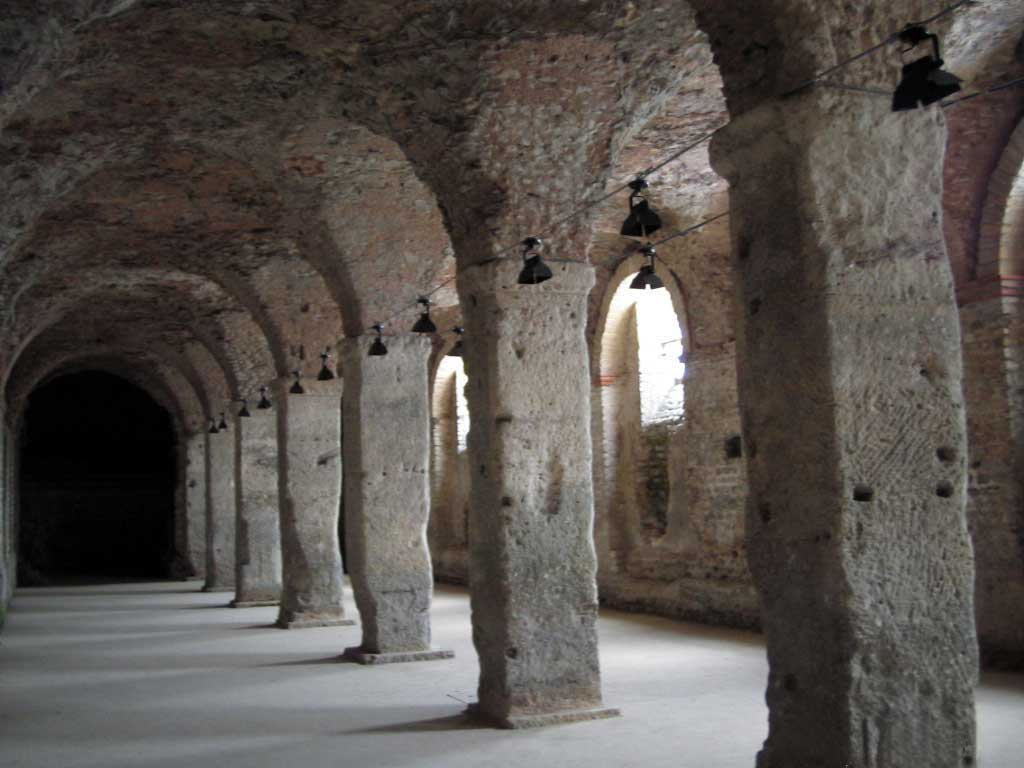
Cryptoportique de Reims.

  - vestiges d'un grand Théâtre gallo-romain
- Bavay (Nord) Bagacum Nerviorum : Forum antique de Bavay
- Bayeux : Thermes gallo-romains de la rue Laitière
- Beauvais Caesaromagus : remparts du Bas-Empire
- Besançon Vesontio : 
  - Arènes de Besançon
  - Porte Noire
- Bliesbruck (Moselle) : Thermes de Bliesbruck
- Domqueur (Somme) : pont d'origine romaine
- Grand (Vosges) Andesina :
  - Site archéologique de Grand
  - vaste amphithéâtre, importante mosaïque, tablettes zodiacales...
- Jouy-aux-Arches & Ars-sur-Moselle (Moselle) : aqueduc de Gorze à Metz
- Mandeure (Doubs) Epomanduodurum : Théâtre antique de Mandeure
- Metz Divodurum Mediomatricorum : 
  - vestige de thermes romains au sous-sol du Musée de la Cour d'Or
  - Église Saint-Pierre-aux-Nonnains de Metz : ancienne palestre et anciens thermes du IVe siècle.
- Orrouy (Oise) : site gallo-romain de Champlieu
  - temples
  - théâtre
  - thermes
- Reims Durocortorum : 
  - Porte de Mars,
  - Cryptoportique de Reims
- Senlis Augustomagus :
  - Arènes de Senlis
  - Temple gallo-romain de la forêt d'Halatte
- Vendeuil-Caply (Oise) : Théâtre antique de Vendeuil-Caply
- Villards-d'Héria (Jura) : Sanctuaire gallo-romain du Pont des Arches

### Gaule lyonnaise
- Alba-la-Romaine (Ardèche) :
  - centre monumental
  - forum
  - théâtre
  - thermes
  - Pont romain de Viviers
- Aix-les-Bains Aquae : 
  - vestige des thermes,
  - vestiges du temple de Diane
  - Arc de Campanus.
- Autun Augustodunum : 
  - Porte d'Arroux
  - Porte Saint-André
  - Temple de Janus d'Autun
  - Théâtre romain d'Autun
  - Pyramide de Couhard

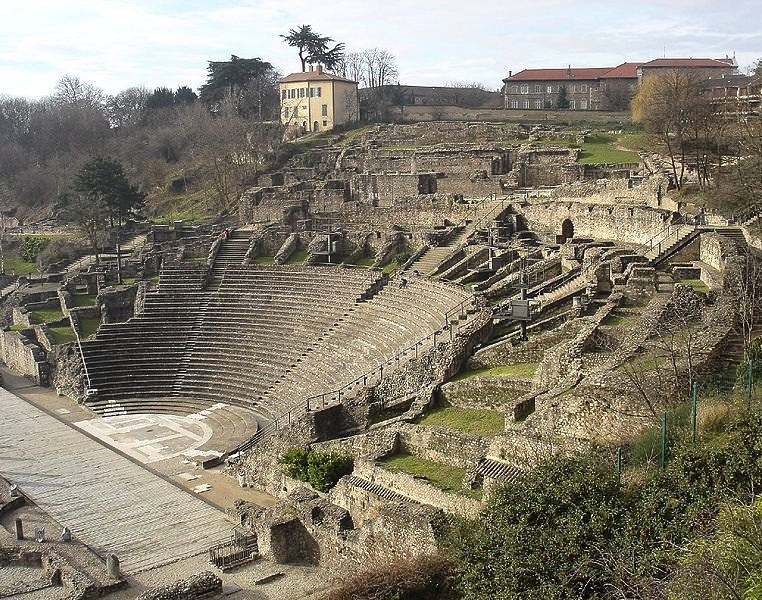
Théâtre antique de Fourvière à Lyon.

- Carhaix-Plouguer (Finistère) : Vorgium
- Cinq-Mars-la-Pile (Indre-et-Loire) : Pile de Cinq-Mars
- Corseul (Côte d'Armor) : Fanum Martis (Temple de Mars)
- Entrammes (Mayenne) : Thermes gallo-romains d'Entrammes
- Jublains (Mayenne) : Site archéologique de Jublains, ville gallo-romaine avec :
  - temple,
  - théâtre,
  - fortifications,
  - thermes...
- Lillebonne (Seine-Maritime) Juliobona : théâtre-amphithéâtre
- Lyon Lugdunum :
  - Théâtre antique de Lyon,
  - Odéon antique de Lyon,
  - Amphithéâtre des Trois Gaules,
  - Aqueduc du Gier ; témoignent de l'ancienne capitale des 3 Gaules.

Muraille nord-ouest du "Vieux Mans".

- Le Mans Vindunum : Enceinte gallo-romaine
- Nantes Condevicnum : vestiges de l'enceinte gallo-romaine
- Paris Lutèce : 
  - Arènes de Lutèce
  - Thermes de Cluny
  - Crypte archéologique de l'île de la Cité
- Sceaux-du-Gâtinais (Loiret) : ville thermale d'Aquis Segeste
- Thésée (Loir-et-Cher) : Monument des Mazelles
- Valognes (Manche) : Thermes gallo-romains

### Gaule aquitaine
- Barzan : site du Fâ

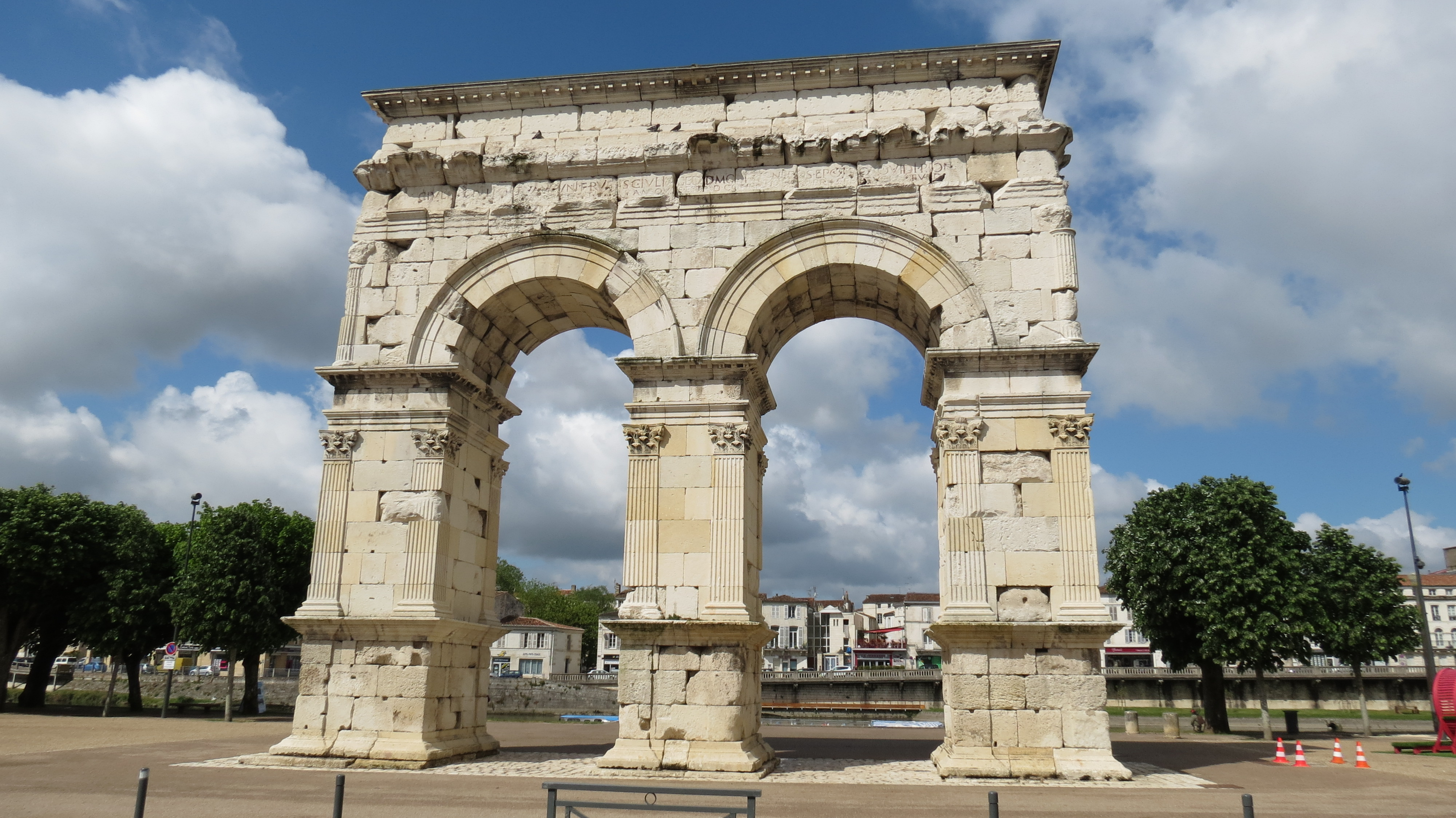
Arc de Germanicus de Saintes.

- Bordeaux Burdigala : ruines du "Palais Gallien" (amphithéâtre)
- Bourges Avaricum :
  - vestiges de la fontaine gallo-romaine
  - vestiges du portique gallo-romaine
  - vestiges du rempart gallo-romain
- Cahors Divona Cadurcorum : Arc de Diane, vestiges de thermes
- Chassenon (Charente) : Thermes de Chassenon
- Dax Aquae Tarbellicae : 
  - vestiges de l'enceinte gallo-romaine de Dax
  - fondations du crypte archéologique de Dax
- Die Dea Augusta Vocontiorum : remparts du Bas Empire, porte monumentale
- Drevant (Cher) : théâtre gallo-romain
- Montcaret (Dordogne) : villa gallo-romaine de Montcaret, thermes et salle de réception
- Montmaurin (Haute-Garonne) : Villa gallo-romaine de Lassalles
- Naves (Corrèze) : Site gallo-romain de Tintignac
- Périgueux Vesunna (Dordogne) : 
  - tour de Vésone (fanum),
  - vestiges de l'enceinte gallo-romaine,
  - jardin des Arènes, domus de Vesunna,
  - vestiges de l'amphithéâtre.
- Saint-Bertrand-de-Comminges : ruines romaines de Lugdunum Convenarum.
- Saint-Cybardeaux (Charente) : théâtre gallo-romain des Bouchauds.
- Saint-Marcel (Indre) : site gallo-romain d'Argentomagus.
- Saintes Mediolanum Santonum : 
  - Aqueduc de Saintes
  - Arc de Germanicus,
  - Amphithéâtre de Saintes,
  - Thermes de Saint-Saloine de Saintes ;
- Ruines romaines de Thénac, amphithéâtre et thermes.

### Gaule narbonnaise
- Agde Agatha
- Aix-en-Provence Aquae Sextiae : 
  - Thermes romains d'Aix-en-Provence
  - Vestiges de la villa Grassi
- Aoste (Isère) Augusta : vestiges de fours de potiers
- Apt Apta Julia :
  - vestiges du théâtre gallo-romain,
  - Pont Julien
- Arles Arelate : 
  - Arènes d'Arles,
  - Thermes de Constantin,
  - Théâtre antique,
  - Cirque d'Arles,
  - Forum d'Arles
- Carcassonne Carcasso : Tours gallo-romaines.
- Carpentras : restes d'un arc de triomphe
- Castelnau-le-Lez Substantio (Hérault) : vestiges de la Via Domitia
- Gaujac : Thermes romains de Gaujac
- Cavaillon : vestiges d'un arc de triomphe
- Faverges (Haute-Savoie) Casuaria :
  - Thermes antiques de Faverges
  - thermes antiques de Viuz
- Fréjus Forum Julii : 
  - amphithéâtre,
  - aqueduc,
  - théâtre.
- Grenoble Cularo :Le pont du Gard.

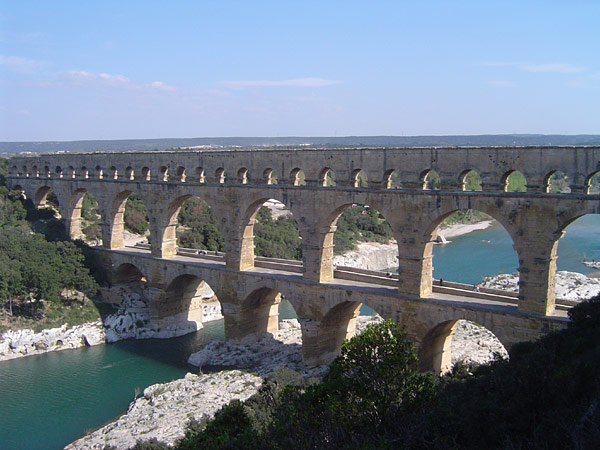
Le pont du Gard.

  - vestiges des remparts gallo-romains
  - baptistère du IVe siècle
- Izernore (Ain) : Temple gallo-romain d'Izernore
- Lattes (Hérault) : site antique de Lattara
- Loupian : Villa gallo-romaine de Loupian
- Marseille Massilia : Jardin des Vestiges
- Martigues (Martigum) : site archéologique de Maritima Avaticorum
- Meyrargues (Bouches-du-Rhône) : vestiges de l’aqueduc de Traconnade
- Millau Condatomagus : La Graufesenque
- Narbonne Narbo Martius :
  - Horrea
  - vestiges de la Via Domitia
- Nice Nicaea - Cimiez Cemenelum :
  - Arènes de Cimiez
  - Thermes romains de Cimiez
  - tronçons de la Via Julia Augusta

- Nîmes Nemausus : 
  - Arènes de Nîmes
  - Maison carrée,
  - Temple de Diane,
  - Tour Magne,
  - Porte d'Auguste,
  - Porte de France,

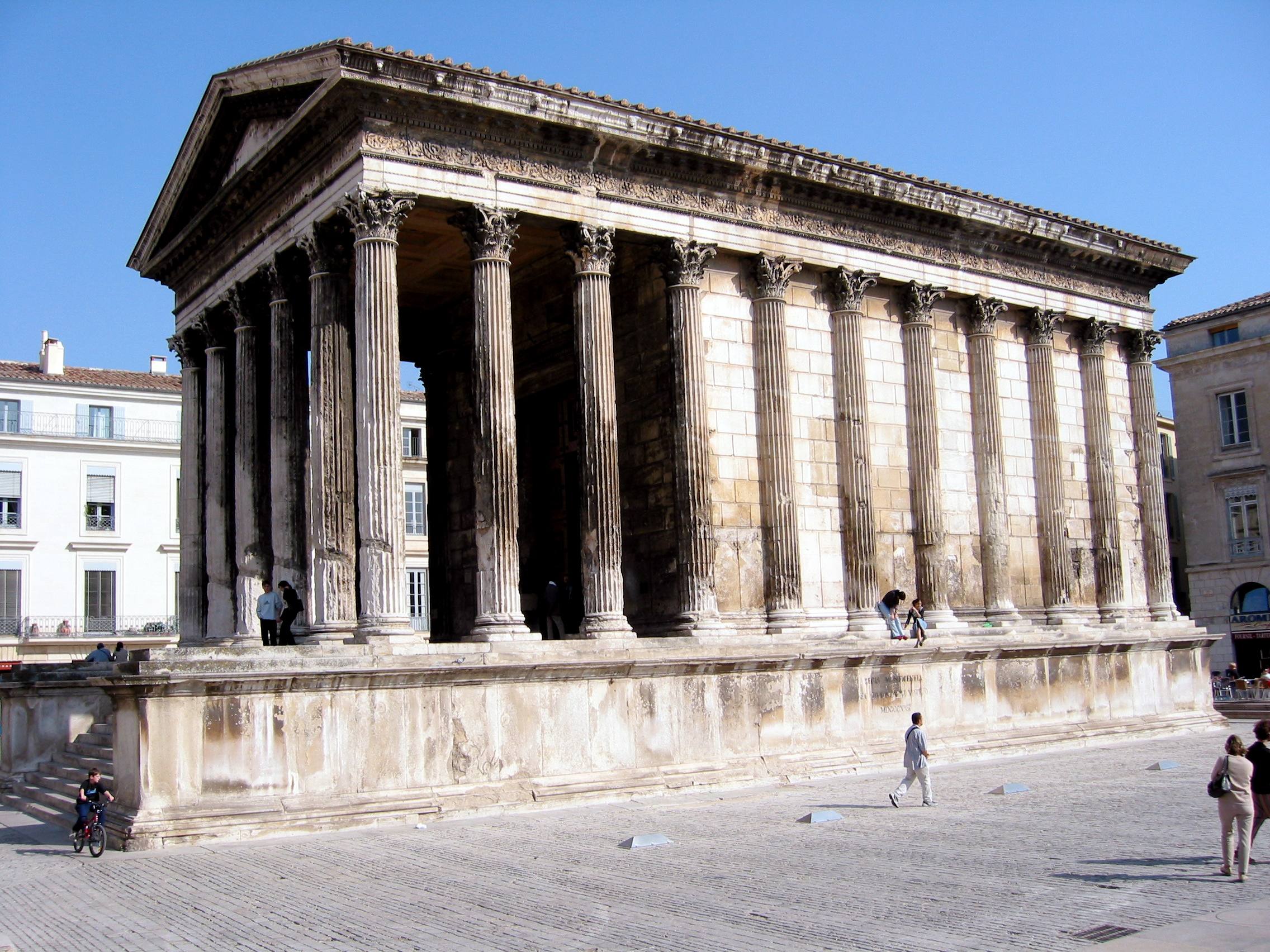
La Maison Carrée de Nîmes.

  - Castellum, rare vestige de l'arrivée d'eau.
- Orange Arausio : 
  - Théâtre antique d'Orange (l'un des trois seuls théâtres romains au monde à avoir conservé leur mur de scène),
  - Arc de triomphe
- Remoulins : Pont du Gard

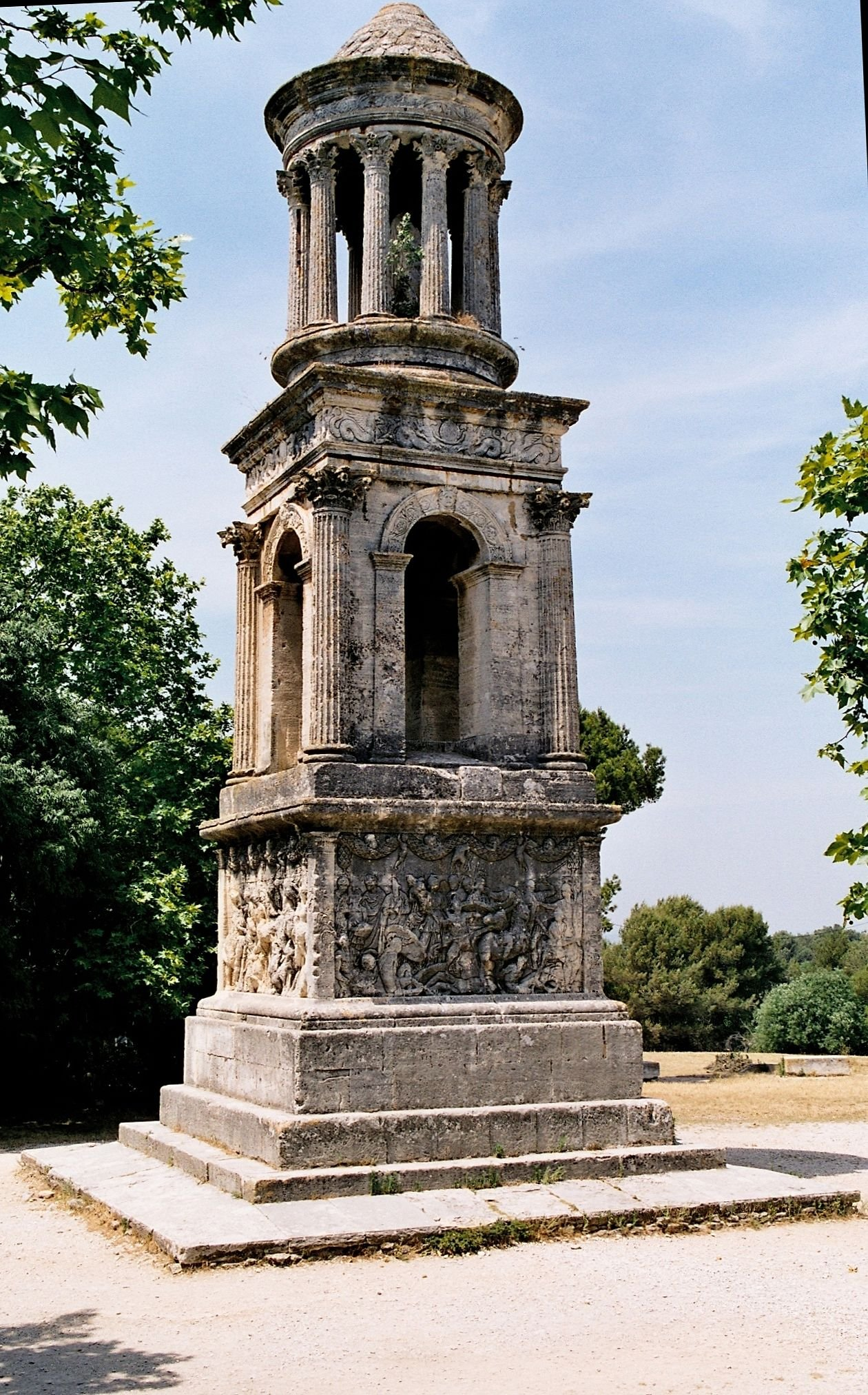
Mausolée de Glanum.

- Riez Colonia Julia Augusta Apollinarium Reiorum (Alpes de Haute Provence) :
  - Temple d'Apollon
  - Thermes
  - Nécropole
- Saint-Chamas (Bouches-du-Rhône) : pont Flavien
- Saint-Rémy-de-Provence : site de Glanum
  - Barrage de Glanum (aujourd'hui détruit)
  - les Antiques : ensemble monumental formé du mausolée et de l'arc de triomphe
  - mausolée de Glanum
- Saint-Romain-en-Gal (Isère) :
  - quartier antique
  - thermes des Lutteurs
- Saint-Thibéry (Hérault), Cessero : Pont romain de Saint-Thibéry.
- Toulouse Tolosa :
  - Amphithéâtre romain de Purpan-Ancely
  - vestiges de remparts gallo-romains
- La Turbie (Alpes-Maritimes) : le Trophée des Alpes
- Vaison-la-Romaine Vasio :
  - Vestiges de la ville romaine
  - Pont romain de Vaison-la-Romaine
- Valence Valentia
- Vernègues (Bouches-du-Rhône) : Temple romain de Château-Bas
- Vienne Vienna :
  - théâtre
  - Temple d'Auguste et de Livie
  - murailles
- Villetelle (Hérault) : oppidum d'Ambrussum
  - pont sur le Vidourle
  - thermes
  - enceinte
  - vestiges de la via Domiti

## Grèce
- Aptera : bains et citernes romains
- Ástros : villa d'Hérode Atticus
- Athènes : 
  - Agora romaine
  - Aqueduc d'Hadrien
  - Bibliothèque d'Hadrien
  - Bibliothèque de Pantainos
  - Odéon d'Hérode Atticus
  - Porte Beulé
  - Porte d'Hadrien
  - Temple de Rome et d'Auguste
  - Tour des Vents
- Corinthe : mur de l'Hexamilion
- Épidaure : thermes
- Mytilène : aqueduc
- Nicopolis d'Epire : aqueduc et zone archéologique
- Olympie : thermes de Kronion
- Thessalonique : 
  - Arc de Galère
  - Monastère de Latomou
  - Palais de Galère

## Hongrie
- Budapest : Parc archéologique d'Aquincum, deux amphithéâtres (un civil et un militaire). Reste d'un fort romain près du pont Elisabeth.
- Site archéologique de Gorsium, près de Tác : plus grand parc archéologique de Hongrie
- Sopron (Scarbantia) : Reste des fortifications et d'une insula, amphithéâtre visible dans le paysage.
- Szombathely (Savaria) : Iseum (temple dédié à Isis) reconstitué, parc archéologique dans les jardins de Jardanyi Paulovics Istvan's

## Palestine
- Beït-Shéarim : ville antique de Basse Galilée
- Beït Shéan : importante cité antique
- Césarée : capitale royale d'Hérode Ier le Grand
- Sepphoris : importante cité antique
- Tibériade (Tiberias) : vestiges romains

## Iran
- Shushtar : barrage-pont de Band-e Kaisar (César)

## 

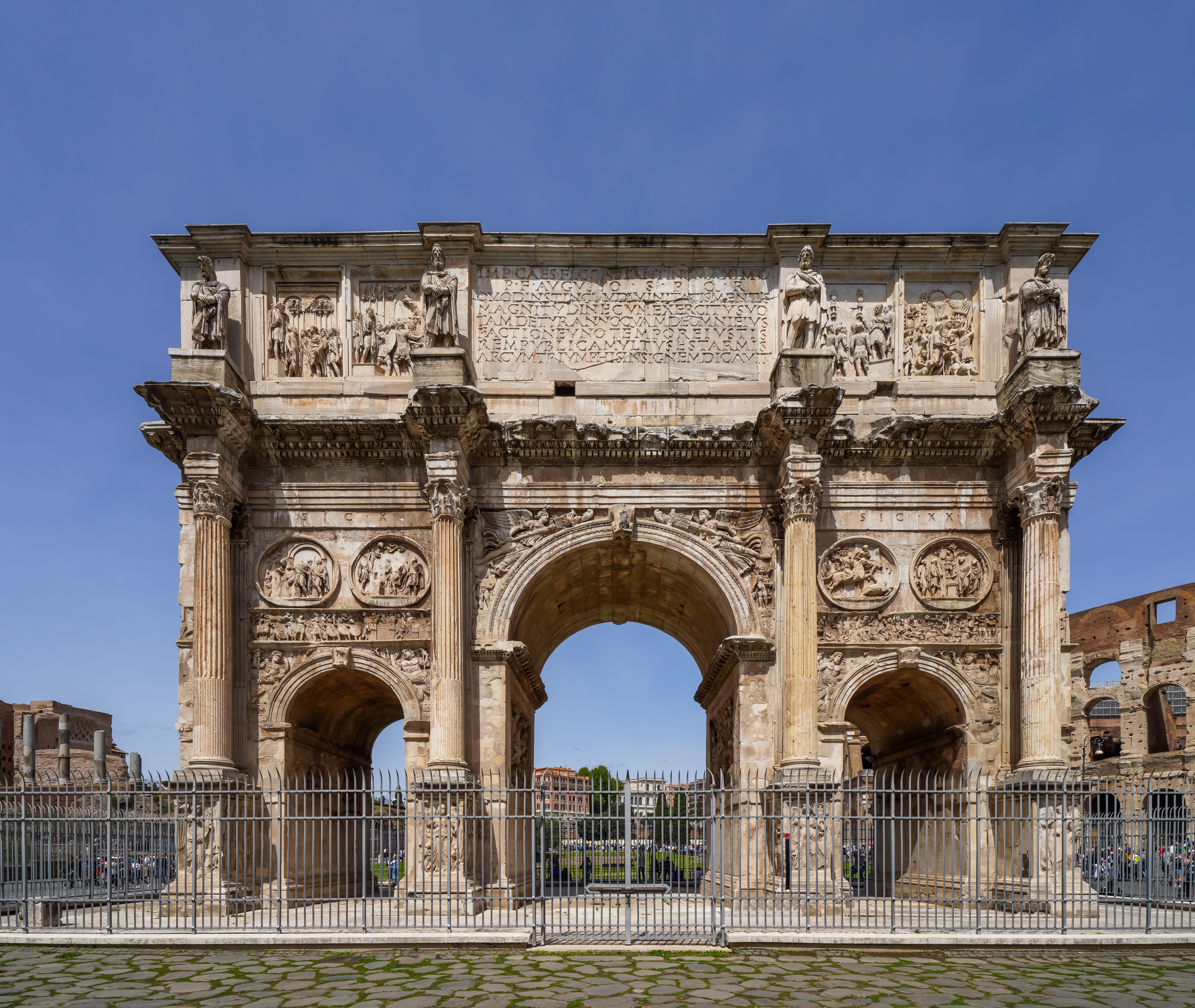
L'arc de Constantin à Rome.

## Italie

### Italie du Nord
- Aoste Augusta Prætoria Salassorum :
  - Arc de triomphe d'Auguste
  - Porte Prétorienne
  - Théâtre romain d'Aoste
  - Amphithéâtre d'Aoste
  - Pont de pierre
  - Nécropole romaine d'Aoste
  - Villa romaine de la Consolata
  - Cryptoportique du forum romain d'Aoste
  - Enceinte romaine et tours
- Aquilée romaine : 
  - Basilique patriarcale d'Aquilée
  - Cirque romain d'Aquilée
  - Forum romain d'Aquilée
  - Grand port fluvial
- Bologne (Bononia) : dans la Via Carbonesi, vous pourrez admirer les vestiges du Théâtre Romain
- Brescia (Brixia) : Capitole de Brixia

- Ivrée (Eporedia) : amphithéâtre
- Luni (Luna) : amphithéâtre de Luni, odéon
- Milan (Mediolanum) : Amphithéâtre de Milan, Cirque romain de Milan
- Padoue (Patavium) : Prato della Valle, c'est là qu'étaient situés d'importants édifices de la ville romaine
- Ravenne : ensemble unique de monuments paléochrétiens (mosaïques byzantines de la période de Théodose Ier à Justinien Ier)
  - Le port et la cité de Classis ou Classe (c'est-à-dire « La Flotte ») : le port est représenté schématiquement sur la mosaïque de la Basilique Saint-Apollinaire-le-Neuf à Ravenne. Le port est situé aujourd'hui à 3 km environ au sud-est de Ravenne.
- Rimini (Ariminum) : cité antique
  - Amphithéâtre
  - Arc d'Auguste
  - Pont de Tibère
- Sarsina : cité romaine
- Sirmione: Grottes de Catulle
- Susa (Segusium) :
  - Aqueduc et thermes de Gratien
  - Arc d'Auguste
  - Le forum
  - L'amphithéâtre romain
  - Porta Savoia
- Trieste :
  - Arc de Riccardo
  - Colline de San Giusto : centre historique de Trieste
  - Théâtre romain
- Turin (Augusta Taurinorum)
  - Porte Palatine
- Vérone : 
  - Arco dei Gavi
  - Arènes de Vérone
  - Pont de pierre
  - Porta Borsari
  - Porta Leoni
  - Théâtre romain

### Italie centrale
- Ancône :
  - Arc de Trajan
  - Amphithéâtre
  - Thermes, port antique, murs et portes
- Anzio (Antium) : cité antique
- Arezzo (Arretium)
  - Amphithéâtre
- Ascoli Piceno (Asculum) : porta Gemina
- Assise : temple de Minerve (transformé en église), forum (place de la commune), théâtre et amphithéâtre
- Carsulae : site archéologique majeur en Ombrie
- Castelleone di Suasa (Suasa) : amphithéâtre de Castelleone di Suasa et parc archéologique du Suasa
- Cori : le temple d'Hercule
- Falerone : Parc archéologique Falerio Picenus
- Fano : Arc d'Auguste
- Ferentino : acropole, marché romain et Porte Casamari
- Fermo : théâtre romain et anciennes citernes
- Florence (Florentia) : amphithéâtre
- Gubbio : théâtre romain
- Lucques : Place de l'Amphithéâtre
- Norba : ancienne ville du Latium antique, site archéologique
- Palestrina : Sanctuaire de la Fortuna Primigenia
- Pérouse
  - Porta Marzia
  - Porta di San Pietro ou Porta Romana
- Pise
  - Thermes de Néron
- Rome : Liste des monuments de la Rome antique
  - Altipiani di Arcinazzo : villa de Trajan
  - Colli Albani : villa de Domitien
  - Ostie : ancienne cité romaine
    - port de Trajan et de Claude

  - Tivoli : 
    - Temple d'Hercule Victorieux
    - Temple de Vesta
    - Villa de l'empereur Hadrien
- Roselle (Rusellae) : site archéologique
- Spello : Murs d’Auguste et de la Porta Urbica, environ 2 km, parmi les murs les plus importants et intacts d'’Italie
  - Porta Venere
- Sperlonga: Villa de Tibère
- Spolète : Musée archéologique
  - Arc de Drusus et Germanicus
  - Basilique paléochrétienne San Salvatore
  - Théâtre Romain
- Tarracina (Terracina) : temple de Jupiter Anxur, arc, théâtre, capitole, forum
- Teramo : théâtre et amphithéâtre de Teramo

### Sud de l'Italie
- Baie de Naples :
  - Bacoli (Misène) : ancien port militaire romain
    - Piscina mirabilis : réservoir romain d'eau potable
    - Portus Julius : port militaire romain, antérieur au port de Misène, abandonné au IVe siècle à cause de l'abaissement progressif du littoral causé par le bradyséisme. Voir l'article : Portus Julius, il porto dell’Imperatore Ottaviano sprofondato sotto l’Averno

  - Baïes : parc archéologique (une grande partie du complexe archéologique reste sous le niveau de la mer)
  - Boscoreale : ensemble de villas
  - Capri
    - Villa Jovis

  - Capoue : amphithéâtre et Mausoleo della Conocchia
  - Cumes : partie basse du parc archéologique (forum, nécropole, temple de Jupiter, thermes)
  - Herculanum
  - Naples : 
    - dans le complexe religieux de Santa Chiara une passerelle donne accès aux restes d'anciens thermes romains
    - Napoli sotterranea : le théâtre gréco-romain est visible au cours de la visite des souterrains
    - Parc archéologique du Pausilippe
    - sous la Basilique San Lorenzo Maggiore, un marché couvert d'origine romaine a été mis au jour

  - Oplontis : villa de Poppée (seconde épouse de Néron)
  - Pompéi
  - Pouzzoles : amphithéâtre flavien et temple de Sérapis
  - Sorrento: Villa de Pollio Felice
- Bénévent : Arc de Trajan
- Brindisi (Brundisium) : Colonne romaine de Brindisi
- Canosa di Puglia : arc de Trajan et vestiges romains (temple, pont romain, basiliques paléochrétiennes)
- Larino (Larinum) : amphithéâtre de Larino
- Lecce : amphithéâtre et théâtre romains
- Lucera (Luceria) : amphithéâtre de Lucera
- Ordona (Herdonia) : site archéologique
- Sardaigne :
  - Cagliari (Caralis) : amphithéâtre, Villa di Tigellio
  - Fordongianus : thermes romains
  - Olbia, centre historique
  - Nora, cité punique
  - Tharros, site archéologique
- Sicile :
  - Agrigente : Vallée des Temples
  - Catane : zone archéologique (amphithéâtre)
  - Cattolica Eraclea (Héracléa Minoa)
  - Marsala (Lilybaeum)
  - Motyé
  - Palerme (Panormus)
    - Villa Bonanno

  - Santa Flavia (Soluntum)
  - Ségeste
  - Syracuse
  - Taormine : théâtre
  - Termini Imerese (Thermae Himerenses)
  - Tyndaris : zone archéologique
  - Villa di Patti
  - Villa romaine du Casale
  - Villa romaine Durrueli
- Venosa : amphithéâtre

## Jordanie
- Amman :
  - Le temple d'Hercule de la citadelle d'Amman
  - Théâtre antique d'Amman
  - Odéon antique d'Amman
- Gadara : Aqueduc de Gadara et cité antique
- Jerash : site greco-romain de Gérasa
- Madaba : mosaïques byzantines (carte de Madaba)
- Pétra : 
  - amphithéâtre romain
  - temples
  - mosaïques byzantines
- Um er-Rasas : site archéologique et mosaïques byzantines (site classé par l'UNESCO)

## Liban

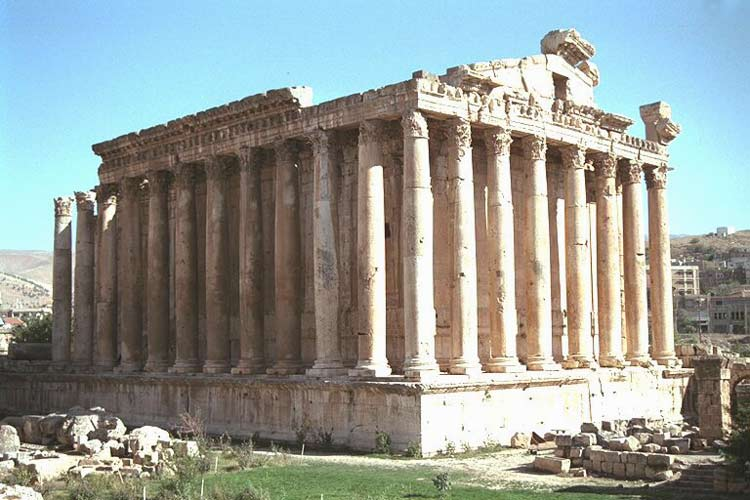
Temple de Bacchus à Baalbek au Liban.

- Baalbek : avec un complexe de trois temples géants très bien préservés : le temple de Jupiter, le temple de Vénus et le temple de Bacchus, un des temple les mieux conservés de la période gréco-romaine, ainsi que la plus grande pierre taillée au monde
- Byblos : voie à colonnade
- Les temples de la vallée de la Beqaa
- Machnaqa : temple romain
- Niha : temple romain
- Sidon : ancienne colonie romaine
- Tyr : 
  - Arc romain
  - site archéologique d'Al Medina

## Libye
- Cyrène
- Leptis Magna
- Sabratha
- Tripoli : Arc de Marc Aurèle

## Luxembourg
- Echternach : villa romaine
- Goeblange : Villa gallo-romaine de Goeblange-Miecher
- Walferdange : Qanat des Raschpëtzer

## Macédoine du Nord
- Chtip : vestiges de la Forteresse d'Isar
- Heraclea Lyncestis :
  - portique,
  - monuments votifs,
  - thermes,
  - théâtre,
  - remparts.
- Karbintsi : site romain de Bargala
- Morodvis : vestige d'une basilique
- Ohrid : Théâtre antique d'Ohrid
- Skopje : site romain de Scupi
  - vestiges de théâtre antique
  - vestiges de thermes
  - vestige d'une basilique civile
  - vestiges d'une basilique chrétienne
  - vestiges d'habitations
- Stobi :
  - Ruines d'une villa
  - ruines du théâtre
  - baptistère avecmosaïque
  - Ruines des thermes
- Sveti Nikolé : site romain de Bylazora
- Vinitsa : vestiges de la Forteresse de Vinitsa
- Zelenikovo : site archéologique de Tauresium

## Maroc
- Banasa : cité antique romaine

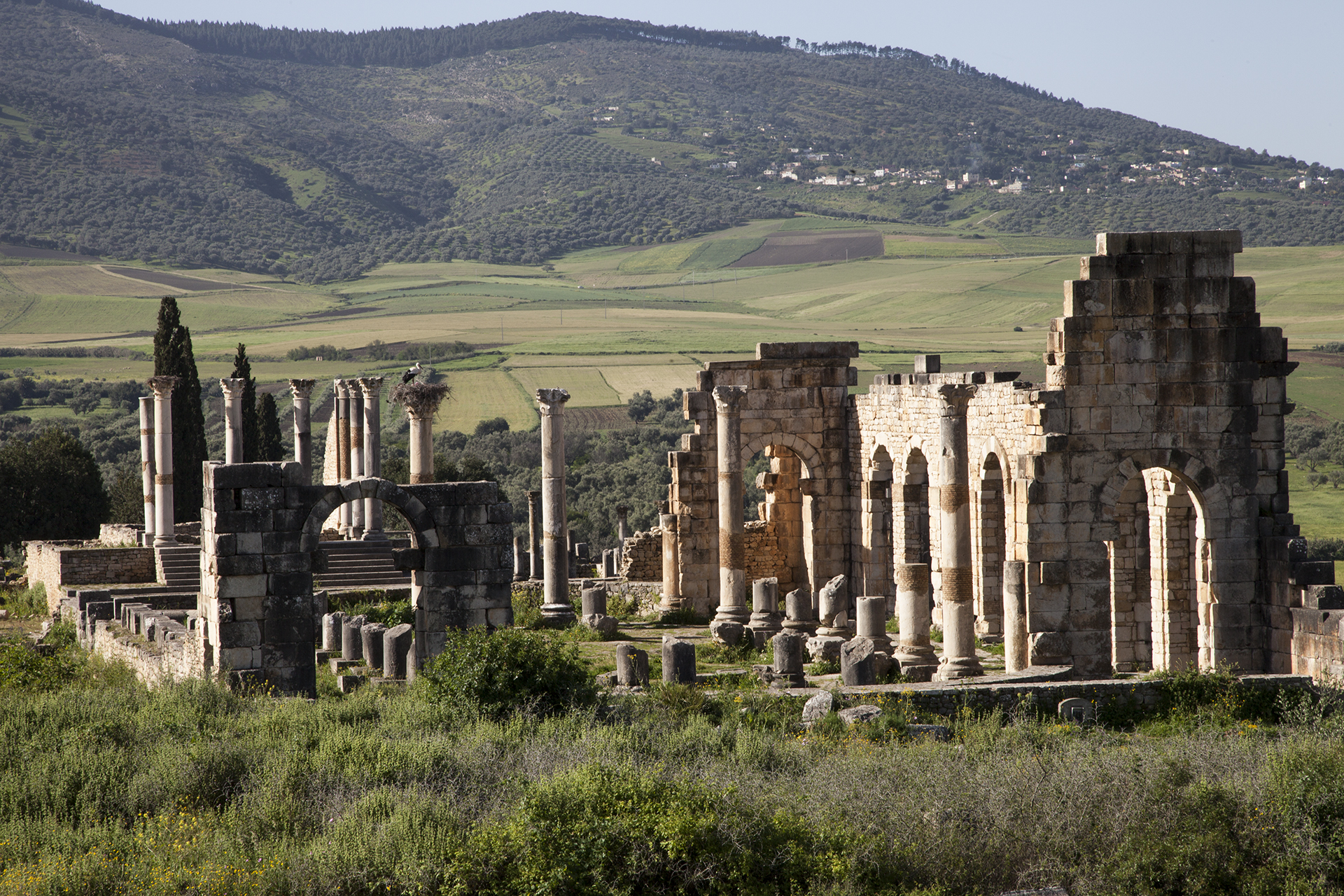
Ruines de Volubilis.

- Chellah (Rabat) : vestiges d'une ville romaine
- Cotta (Tanger) : établissement industriel de salaison de poisson et de fabrication de garum (huile de poisson)
- Lixus (Région de Larache) : les Thermes et l’amphithéâtre
- Rirha (Gilda) (région de Sidi Slimane) : domus, enceinte, égouts
- Thamusida (Région de Kénitra) : cité antique
- Volubilis (Région de Fès/Meknes) : site archéologique majeur du Maroc
- Zilil (Iulia Constantia Zilil) : temple, basilique chrétienne, thermes, édifice de spectacle

## Monténégro
- Budva : nécropole
- Podgorica (Doclea) : cité antique
- Pljevlja (Municipium S.) : ancienne cité romaine
- Risan : mosaïque romaine

## Pays-Bas
- Alphen-sur-le-Rhin : castellum d'Albaniana
- Arnhem-Meinerswijk : site de Castra Herculis
- Leyde : castellum de Matilo
- Utrecht : castellum de Traiectum
- Valkenburg : castellum de Praetorium Agrippinae
- Vechten : castellum de Fectio
- Vleuten : castellum de Fletio
- Woerden : castellum de Laurium
- Zwammerdam : castellum de Nigrum Pullum

## Portugal
- Ammaia : cité antique
- Braga
  - théâtre romain
  - thermes romains de Maximinos
- Chaves : pont romain
- Coimbra (Aeminium) : cirque romain, cryptoportiques construits pour supporter le forum
- Conimbriga : cité antique
- Elvas : villa romaine de Quinta das Longas
- Évora : temple romain d'Évora
- Lisbonne (Olisipo): 
  - Théâtre antique de Lisbonne
  - Barrage romain de Belas
  - Cirque romain
  - Galeries romaines
  - Muraille
- Mirobriga : ruines romaines
- Nossa Senhora da Represa : barrage romain
- Pisões : ruines d'une villa romaine
- Porto (Portus Cale) : musée archéologique (traces de la forteresse proto-historique à l’origine de la ville et restes de la première muraille de Porto)
- Ribeira de Odivelas : pont romain
- São Pedro do Sul : thermes romains
- Setúbal : ruines Romaines de Tróia
- Tavira (Balsa) : site archéologique
- Vilamoura : ruines romaines de Cerro da Vila
- Villa romana Milreu :  ruines romaines
- Vila Cardílio : ruines romaines
- Villa Romana de São Cucufate : villa romaine

## Roumanie
- Bataille d'Adamclisi : trophée de Trajan (reconstitution)
- Capidava : castrum
- Corabia : vestiges de la ville romaine de Sucidava :
  - basilique chrétienne
  - Pont de Constantin le Grand
- Drobeta Turnu-Severin :
  - vestiges du Pont de Trajan
  - vestiges du camp romain
- Forteresses daces des monts d'Orastie : système défensif dace lors des conquêtes romaines
- Histria (Istros) : cité fondée par les Grecs et occupée par les Romains dès le Ier siècle avant notre ère
- Mur de Trajan
- Porolissum : site archéologique, porte prétorienne reconstruite de Porolissum
- Turda (Potaissa) : castrum
- Ulpia Traiana Sarmizegetusa :
  - amphithéâtre
  - temple de la déesse Némésis
  - grand temple
  - forum de Trajan

## Royaume-Uni
- Caerleon (Isca Silurium) (Pays de Galles) : Amphithéâtre de Caerleon
- Château de Pevensey (Anderitum) : fort romain
- Bath : thermes romains
- Bradig (Ile de Wright) : villa romaine
- Château de Portchester : ancien fort romain
- Chesterholm (Vindolanda) : fort romain
- Chester (Deva Vitrix) : forteresse romaine
  - Amphithéâtre de Chester
- Chichester : Palais romain de Fishbourne
- Cirencester (Corinium Dobunnorum) : nombreux vestiges, deuxième plus grande ville après Londinium
- Colchester (Camulodunum) : ancienne colonie de vétérans (cirque, théâtre)
- Exeter (Isca Dumnoniorum) : muraille
- Housesteads : Fort romain
- Ilchester (Lindinis) : fort romain
- Lanchester (Longovicium) : fort romain
- Lincoln (Lindum Colonia) : ancienne porte (Newport Arch), muraille
- Londres :
  - Amphithéâtre de Londres[1]
  - Mur de Londres : ancien mur d'enceinte romaine de Londres
- Mur d'Hadrien de 120 kilometres
- Mur d'Antonin
- Richborough (Rutupiæ) : fort romain
- Silchester (Calleva Atrebatum) : enceinte, forum et temples
- St Albans (Verulamium) : remparts, théâtre romain
- Winchester (Venta Belgarum) : muraille
- Wroxeter (Viroconium) : thermes - ("the Old Work") arche du frigidarium, vestige romain le plus important d’Angleterre, forum
- York (Eboracum) : thermes, muraille

## Serbie
- Belgrade (Singidunum) :  castrum, bâtiments civils, nécropoles et fortifications
- Gamzigrad : palais de Galère
- Kladovo : parc national de Đerdap
  - vestiges du pont de Trajan
  - Table de Trajan
  - vestiges de voie romaine
- Niš : site archéologique de Mediana, lieu de naissance du futur empereur Constantin Ier
- Palilua : Site archéologique de Ramadan
- Sremska Mitrovica (Sirmium) : site archéologique
- Kostolac (Viminacium) : site archéologique, une des plus importantes villes romaines et centre militaire des Balkans dans la période du Ier au IVe siècle
- Zemun (Taurunum) : site archéologique

## Slovaquie
- Rusovce : Vestiges du fort romain de Gerulata

## Slovénie
- Celje : Reste du temple d'Hercule, Reste de la ville antique sous l'hôtel particulier des princes
- Ljubljana (Emona) : Reste des fortifications romaines, Vestige d'une insula (dans les jardins Jakopic) et d'un complexe pré-chrétien.
- Vrhnika (Nauportus) : Quelques vestiges de l'agglomération romaine
- Ptuj (Poetovio) : camp de base de la Legio XIII Gemina
- Žalec : Nécropole romaine de Šempeter v Savinjski Dolini

## Suisse
- Augst (Augusta Raurica) : Théâtre antique d'Augusta Raurica, Musée romain d'Augst
- Avenches (Aventicum) : Amphithéâtre d'Avenches, Musée romain d'Avenches, théâtre d'Avenches
- Baden (Aquae Helveticae) : thermes
- Berne (presqu'île d'Enge) : thermes et amphithéâtre romains
- Eschenz (Tasgetium) : fort frontalier romain tardif
- Kaiseraugst (Castrum Rauracense)
- Lausanne (Lousonna) : ancienne cité romaine (quartier de Vidy, près du lac)
- Martigny (Octodurus, Forum Claudii Vallensium) : Amphithéâtre de Martigny
- Nyon (Colonia Iulia Equestris, Noviodunum) : Musée romain de Nyon
- Orbe (Urba) : Villa gallo-romaine d'Orbe-Boscéaz
- Vallon : Musée romain de Vallon
- Vevey (Viviscus) : une colonie de piloti
- Windisch (Vindonissa) : amphithéâtre, Vindonissa-Museum
- Winthertur (Vitudurum) : ancienne cité gallo-romaine
- Zürich (Turicum) : colonie gallo-romaine

## Syrie
- Apamée : Portiques du cardo maximus, théâtre, mosaïques
- Bosra : Théâtre antique de Bosra
- Chahba : théâtre romain
- Cyrrhus : théâtre romain
- Doura Europos : 
  - Mithraeum de Doura Europos
  - Temple de Bêl de Doura Europos
  - Domus ecclesiae de Doura Europos
  - Synagogue de Doura Europos
- Homs : 
  - Mausolée d'Émèse
  - Digue du lac de Homs
- Jablé : théâtre romain
- Lattaquié : l'arc tétrapyle de Septime Sévère
- Palmyre : 
  - Arc monumental
  - Grande colonnade
  - Temple de Baalshamin
  - Temple de Bêl
  - Théâtre romain
- Villages antiques du Nord de la Syrie : ensemble de villages en ruine datant de l'Antiquité tardive et de l'époque byzantine

## Tunisie

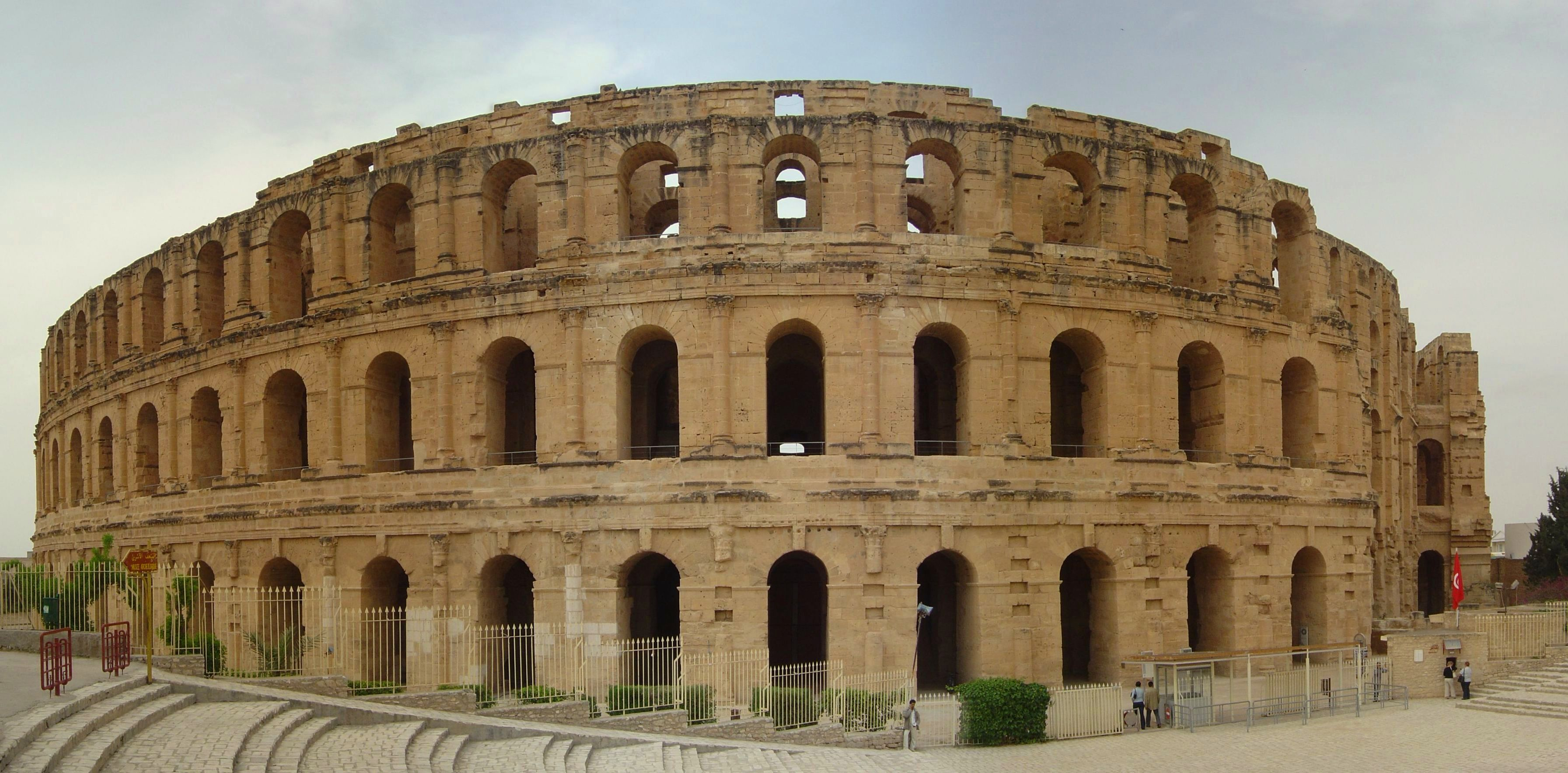
Amphithéâtre d'El Djem.

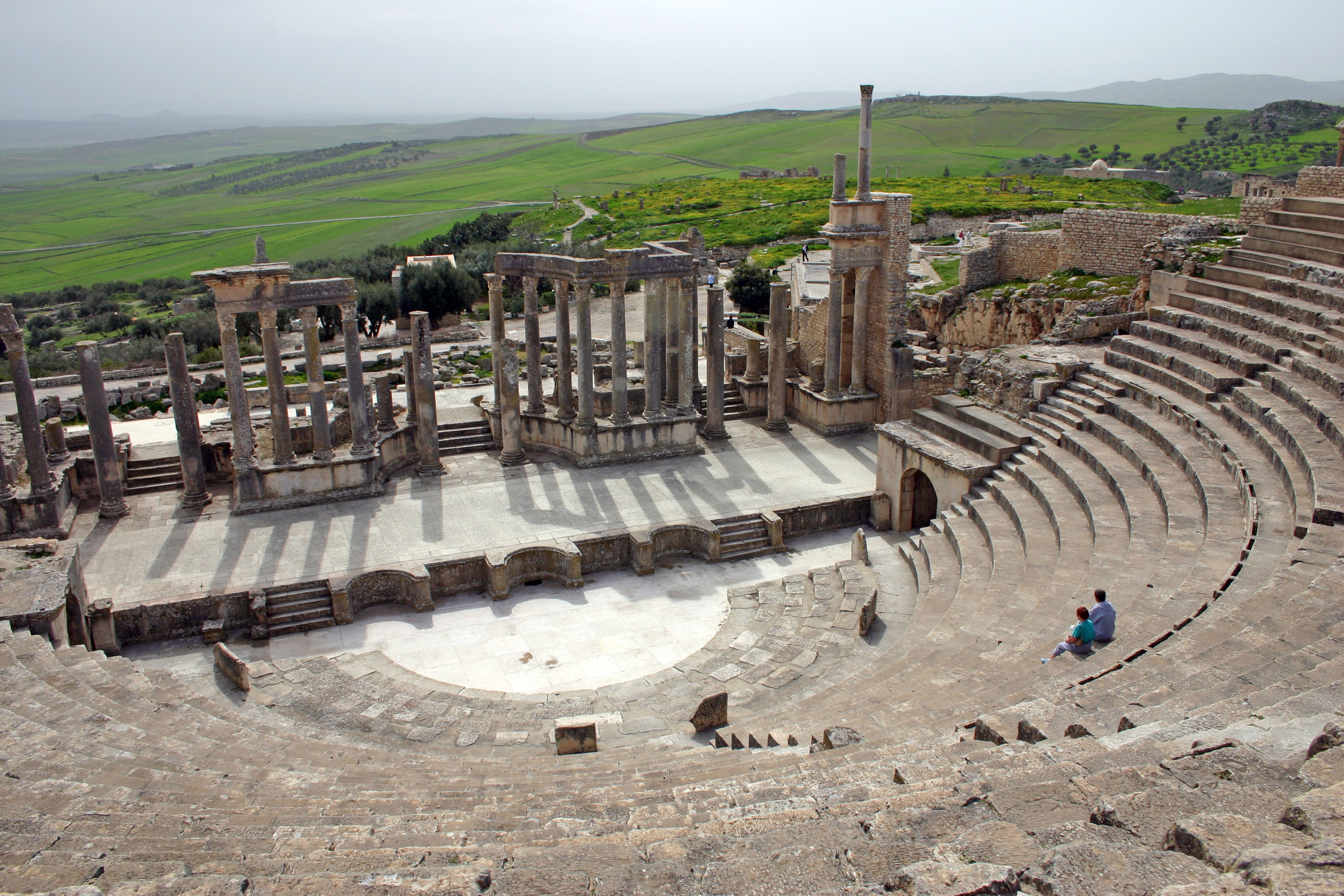
Théâtre de Dougga.

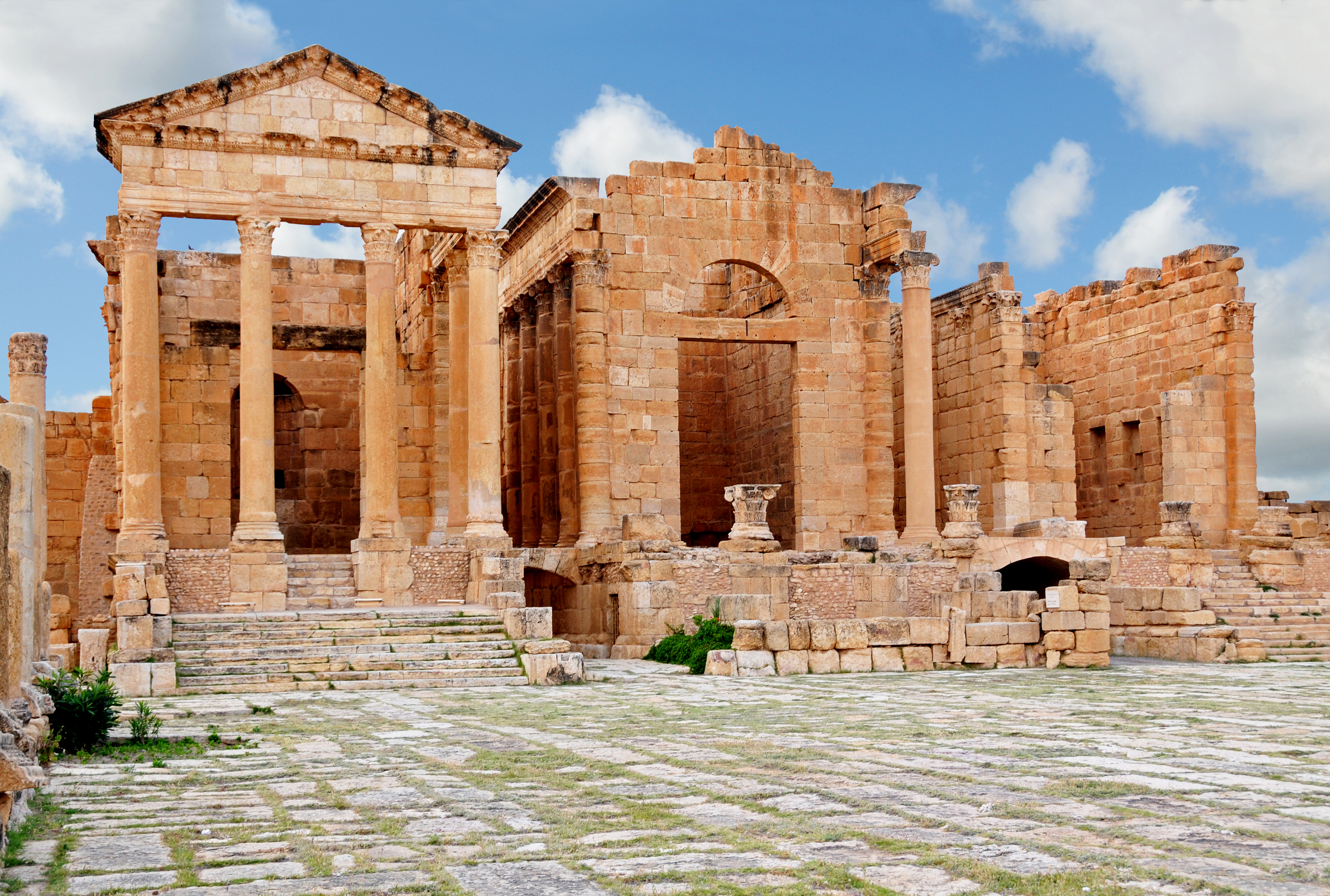
Capitole de Sbeïtla.

- Acholla : Thermes de Trajan d'Acholla
- Aïn Tounga : cité antique
- Borj El Amri : Thermes de Sidi Ghrib
- Bulla Regia : 
  - Maisons souterraines,
  - thermes,
  - amphithéâtre,
  - théâtre.
- Carthage : site archéologique de Carthage
  - amphithéâtre
  - Thermes d'Antonin
- Chemtou (Smitthus) : site antique
- Dougga :
  - capitole,
  - théâtre,
  - thermes.
- El Jem : amphithéâtre
- Gigthis : forum romain
- Haïdra : site antique
- Kasserine (Cillium) : 
  - Barrage romain de Kasserine
  - Le mausolée des Flavii
- Ksar Lemsa : théâtre romain
- Makthar : site archéologique
- Medeina (Althiburos) : ancienne cité romaine, arc romain
- Oudhna :
  - Capitole,
  - thermes,
  - amphithéâtre
- Sbeïtla : Site archéologique de Sbeïtla
  - capitole,
  - arcs de triomphe,
  - théâtre,
  - thermes.
- Souar (Abthugni) : la cité présente quelques ruines, dont plusieurs temples, thermes et tombes
- Sousse (Hadrumetum) : ancienne cité antique
- Thuburbo Majus : Site archéologique
- Tunis : musée national du Bardo (le musée rassemble l'une des plus belles et des plus grandes collections de mosaïques romaines du monde)
- Utique : Site archéologique
- Zaghouan :
  - Aqueduc de Zaghouan
  - Temples des eaux

## Turquie
- Adana : Pont de pierre
- Ancyre : Monument d'Ancyre
- Antalya : porte d'Hadrien
- Antioche romaine : nombreux vestiges
  - Cirque d'Antioche
- Aphrodisias : ancienne cité gréco-romaine
- Aspendos : ancienne cité gréco-romaine
- Bergama : thermes d'Allianoi
- Demircili (Imbriogon) : tombeau-temple
- Éphèse : Bibliothèque de Celsus
- Eskikale : Pont de Septime Sévère
- Hiérapolis : Scierie de Hiérapolis, thermes, temple, théâtre, nécropole
- Istamboul : 
  - Aqueduc de Valens
  - Colonne de Constantin
  - Colonne des Goths
  - Colonne de Marcien
  - Forum de Théodose
  - Hippodrome de Constantinople
  - ruines de Théotokos des Chalkopratéia
  - Obélisque « muré »
  - Murailles de Constantinople
- Izmit (Nicomédie) : cirque romain
- Limyra : Pont de Limyra
- Malatya : site de Mélitène
- Pergame : Basilique rouge, Sanctuaire d'Asclépios
- Sardes : gymnase
- Selge : ruines romaines dont un théâtre et Pont sur l'Eurymédon
- Sidé : gymnase
- Uzuncaburç (Olba) : ancienne cité antique